# Айморес (Минас-Жерайс)
Айморе́с (порт. Aimorés) — муниципалитет в Бразилии, входит в штат Минас-Жерайс. Составная часть мезорегиона Вали-ду-Риу-Доси. Входит в экономико-статистический микрорегион Айморес. Население составляет 28 168 человек на 2006 год.

## История
Город основан 18 сентября 1915 года. 18 сентября отмечается как день города.

## Климат
| Показатель              | Янв. | Фев. | Март | Апр. | Май  | Июнь | Июль | Авг. | Сен. | Окт. | Нояб. | Дек. | Год  |
| ----------------------- | ---- | ---- | ---- | ---- | ---- | ---- | ---- | ---- | ---- | ---- | ----- | ---- | ---- |
| Средний максимум, °C    | 32,9 | 33,9 | 33,5 | 32,0 | 30,5 | 29,2 | 28,9 | 29,6 | 29,7 | 30,9 | 31,4  | 31,8 | 31,1 |
| Средняя температура, °C | 26,6 | 27,1 | 26,7 | 25,2 | 23,6 | 21,7 | 21,3 | 22,5 | 23,5 | 25,0 | 25,5  | 26,0 | 24,5 |
| Средний минимум, °C     | 21,6 | 21,8 | 21,6 | 19,8 | 17,9 | 16,0 | 15,6 | 16,9 | 18,4 | 20,2 | 21,2  | 21,6 | 19,3 |
| Норма осадков, мм       | 195  | 89   | 135  | 60   | 44   | 18   | 17   | 25   | 38   | 125  | 198   | 212  | 1156 |
| Источник: World Climate |      |      |      |      |      |      |      |      |      |      |       |      |      |

## Статистика
- Валовой внутренний продукт на 2006 год составляет 154 068 819,00 реалов (данные: Бразильский институт географии и статистики).
- Валовой внутренний продукт на душу населения на 2006 год составляет 5469,64 реала (данные: Бразильский институт географии и статистики).
- Индекс развития человеческого потенциала на 2006 год составляет 0,806 (данные: Программа развития ООН).